# ویتوریو آدورنی
ویتوریو آدورنی (زادهٔ ۱۴ نوامبر ۱۹۳۷) رکابزن سابق ایتالیایی است که در رشتهٔ دوچرخه‌سواری جاده فعالیت می‌کرد. او در سال ۱۹۶۵ برندهٔ جیرو دیتالیا و در سال ۱۹۶۸ برندهٔ مسابقات قهرمانی دوچرخه‌سواری جاده جهان شد.

## آغاز زندگی و فعالیت آماتور
ویتوریو آدورنی رکابزنی مستعد بود و استعداد خود را در رکابزنی تنها نشان داده بود. او دوچرخه‌سواری را در سال ۱۹۵۵ آغاز کرد و در سال ۱۹۵۹ برندهٔ مسابقهٔ تعقیبی انفرادی آماتور کشور شد.
آدورنی پس از پیروزی در کوپا سان جو در سال ۱۹۶۱ تبدیل به رکابزن حرفه‌ای شد.

## فعالیت حرفه‌ای
آدورنی در سال ۱۹۶۱ در دو مسابقه پیروز شد. همچنین برای نخستین بار در جیرو شرکت کرد و آن را با رتبهٔ ۲۸ به پایان رساند. در سال بعد در مرحلهٔ سوم به پیروزی رسید و نخستین پیروزی مرحله‌ای خود در جیرو را به دست آورد. در جیروی ۱۹۶۳ برندهٔ مرحلهٔ نخست شد و پیراهن صورتی را به تن کرد و آن را تا پایان مرحلهٔ چهارم در دست داشت. سپس در مرحلهٔ ۱۶ پیروز شد و به رتبهٔ دوم رسید. در پایان مرحلهٔ ۱۸ دوباره پیراهن صورتی را کسب کرد، ولی در مرحلهٔ بعد دوباره آن را به فرانکو بالمامیون داد و در پایان جیرو، بر سکوی دوم ایستاد.
در سال ۱۹۶۴ آدورنی برندهٔ مرحلهٔ نخست شد و نخستین دارندهٔ پیراهن صورتی آن مسابقه بود. او در مرحلهٔ ۱۴ نیز پیروز شد و جیرو را در رتبهٔ چهارم به پایان رساند. در همان سال، در تور دو فرانس دهم شد و در مسابقات قهرمانی جهان مدال نقره را به دست آورد.

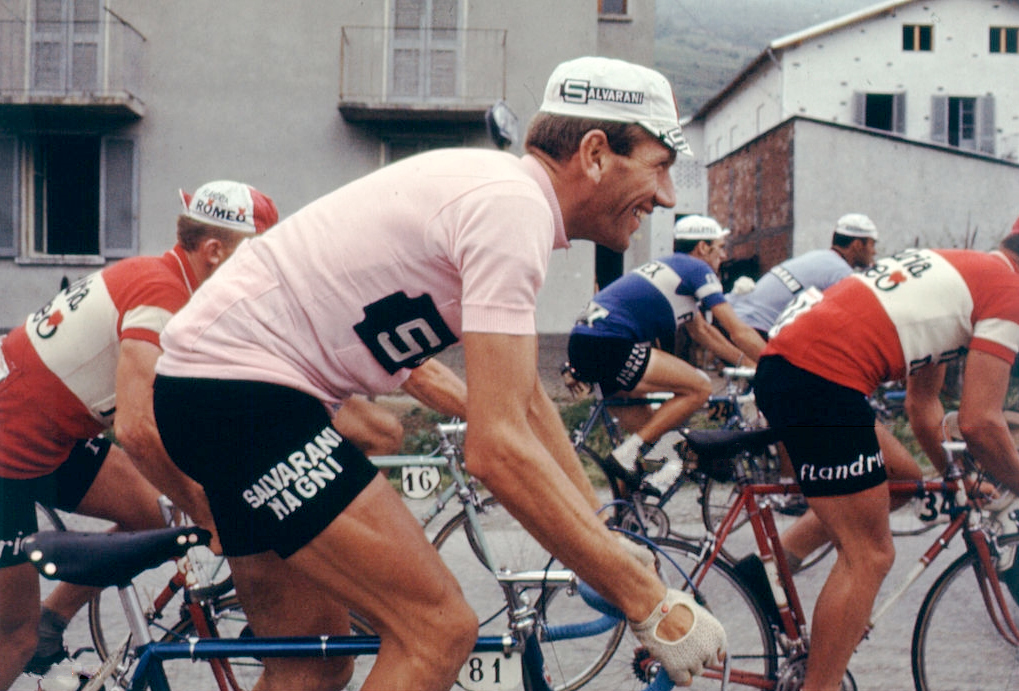
آدورنی در جیرو دیتالیای ۱۹۶۵

در جیروی ۱۹۶۵ آدورنی آغاز خوبی نداشت و پس از پایان مرحلهٔ ۵ جایی در میان ۱۰ نفر برتر مسابقه نداشت؛ ولی پیروزی در مرحلهٔ ششم باعث شد که رهبری جیرو را به دست آورد. در مرحلهٔ هشتم رهبری را از دست داد؛ ولی با پیروزی در مرحلهٔ ۱۳ دوباره به صدر بازگشت. در مرحلهٔ ۱۸ پس از ایتالو زیلیولی از خط پایان گذشت و اختلاف خود با نفر دوم را به بیش از ۶ دقیقه افزایش داد. در مرحلهٔ ۱۹ نیز با فاصلهٔ بیش از ۳ دقیقه زودتر از نفر دوم، ویتو تاکونه، مسابقه را به پایان رساند و برتری خود در رده‌بندی اصلی را به بیش از ۱۱ دقیقه رساند. در پایان مسابقه، آدورنی توانست تنها مقام قهرمانی خود در جیرو دیتالیا را به دست آورد.
در جیروی ۱۹۶۶ آدورنی توانست با پیروزی در مرحلهٔ ۱۳، صاحب پیراهن صورتی شود؛ ولی در پایان مرحلهٔ ۱۵ آن را به جانی موتا داد. در سال بعد نیز آدورنی برندهٔ مرحلهٔ ۲۰ شد؛ ولی نتوانست مقامی بهتر از چهارم به دست آورد.
در سال ۱۹۶۸ آدورنی ابتدا در ووئلتا اسپانیا شرکت کرد و رتبهٔ پنجم را به دست آورد. سپس وارد جیرو شد و در مرحلهٔ ۱۲ توانست به رتبهٔ دوم صعود کند؛ ولی نتوانست در مراحل باقیمانده، هم‌تیمی خود ادی مرکس را شکست دهد و در پایان بر سکوی دوم ایستاد. سپس در مسابقات قهرمانی جهان شرکت کرد و با برتری حدود ۱۰ دقیقه نسبت به نفر دوم، مقام قهرمانی را کسب کرد.

## بازنشستگی
آدورنی در سال ۱۹۷۰ بازنشسته شد و پس از آن به کار در بیمه مشغول شد. سپس تا سال ۱۹۷۳ مدیر ورزشی تیم سالوارانی بود. همچنین رئیس اتحادیهٔ رکابزنان ایتالیا و مفسر شرکت تلویزیونی رای بود. آدورنی در سال ۲۰۰۱ به عضویت کمیتهٔ مدیریتی اتحادیه جهانی دوچرخه‌سواری درآمد.

## نتایج گرند تورها
| گرند تور | ۱۹۶۱ | ۱۹۶۲   | ۱۹۶۳ | ۱۹۶۴ | ۱۹۶۵   | ۱۹۶۶ | ۱۹۶۷ | ۱۹۶۸ | ۱۹۶۹ | ۱۹۷۰ |
| -------- | ---- | ------ | ---- | ---- | ------ | ---- | ---- | ---- | ---- | ---- |
| جیرو     | ۲۸   | ۵      | ۲    | ۴    | ۱      | ۷    | ۴    | ۲    | ۱۲   | ۱۰   |
| تور      | -    | انصراف | -    | ۱۰   | انصراف | -    | -    | -    | -    | -    |
| ووئلتا   | -    | -      | -    | -    | -      | -    | -    | ۵    | -    | -    |